# 최가람
최가람(1985년 1월 10일 ~ )은  대한민국의 전직 스타크래프트 프로게이머이다. ShinHwA[Name]라는 아이디를 사용하며, 종족은 저그이다.
2003년 SouL에 입단, 프로게이머 활동을 시작하였으며 이후 2004년 백영민과의 트레이드를 통해 Plus로 이적하였다. 이후 2005년 상반기 드래프트에서 Plus(현 화승 오즈)의 2차 지명으로 입단하면서 정식 프로게이머가 되었다.
2008년 9월 은퇴하였으며, 2010년 6월 승부조작에 관련된 전 프로게이머로 혐의가 드러나 이에 따라 KeSPA에서는 영구제명 징계를 내렸다. 그리고 2010년 10월 징역 6월, 집행유예 1년, 도박 치료 프로그램 40시간을 선고받았다.

## 수상 경력
최가람의 주요 기록은 승부조작 사건 이후, 한국e스포츠협회로부터 영구 제명되어 공식 기록에서 전부 삭제되었다.
- 2004년 11월 제7회 커리지 매치 입상
- 2006년 6월 신한은행 스타리그 시즌1 8강
- 2007년 8월 2007 서울 국제 e스포츠 페스티벌 스타크래프트 256강전 32강

## 같이 보기
- 정진현
- 스타크래프트 승부 조작 사건